# Abrics de la Baridana
Els abrics de la Baridana, cova del Botó o cova de la Baridana, és un conjunt de dues balmes del municipi de Montblanc (Conca de Barberà) amb representacions de pintura rupestre protegides com a Patrimoni de la Humanitat en el conjunt de l'Art rupestre de l'arc mediterrani de la península Ibèrica. Estan situats en el barranc de la Baridana o del Pirro.

## Història
La primera notícia escrita apareix en un manuscrit inèdit de Fèlix Torres i Amat de Palou de l'any 1830. Aquest autor consultà l'epigrafista alemany E. Hübner sobre una inscripció en cal·ligrafia gòtica que es troba a la balma II. Cap a l'any 1929, J. Iglesias i Salvador Vilaseca estudien aquesta mateixa inscripció i en donen la transcripció: «molt i dar e poc saber». Segons aquests autors, data del segle xv.
No és fins a 1944 que per primera vegada, en un treball de S. Vilaseca, es parla de les pintures rupestres, tant de l'abric de la Baridana II com de la balma més oriental, l'abric de la Baridana I. En posteriors publicacions sobre art rupestre no es torna a fer cap referència a aquest conjunt. L'any 1983, R. Viñas, A. Alonso i E. Sarria visitaren el jaciment i hi descobriren una figura no observada anteriorment.

## Pintures rupestres
La figura 1 de l'abric I és triangular antropomorf. És un triangle invertit que es perllonga en la part baixa en un traç que surt del vèrtex inferior. De la part superior surten també tres perllongaments, un de cada vèrtex i l'altre del mig, que presenten un acabament arrodonit. Per sota d'aquesta figura es distingeixen diverses restes de pigment molt esvaït sense una forma reconeixedora.
La figura 2 de l'abric I és indeterminada. És un traç horitzontal de l'extrem esquerre del qual surten dos traços verticals més petits de mida diferent i arrodonits als extrems. En el suport d'aquesta figura s'observa més pàtina que a l'anterior. La seva conservació és regular.
La figura 1 de l'abric II és un traç més o menys circular amb un punt al centre. De la zona de la dreta en un surt un traç horitzontal que s'inclina, per la meitat, cap a la part alta. La seva conservació és regular, ja que la figura ha estat objecte de ratllades i li ha estat gravada una tosca figura d'ocell just a sobre. També les lletres gòtiques han estat objecte de ratllades i picades, i s'hi ha realitzat altres inscripcions modernes a sobre. P. Acosta anomena aquest tipus de figura petroglifoide, i el considera tardà per l'associació a carros i altres elements de cronologia més recent.
Contràriament a l'abric de la Baridana II, en l'abric I no s'observen alteracions importants de les pintures per motius antròpics manifestos. Però existeix disgregació del suport i del pigment.